# Naupoda puella
Naupoda puella är en tvåvingeart som beskrevs av Friedrich Georg Hendel 1914. Naupoda puella ingår i släktet Naupoda och familjen bredmunsflugor. Inga underarter finns listade i Catalogue of Life.